# SPRiNG
『SPRiNG』（スプリング）は、宝島社が発行する女性向け月刊ファッション雑誌である。

## 概要
2014年のリニューアル後は、28～30歳の都市部に住む働く女性を対象としている。雑誌名は以前全て小文字の"spring"と書かれていたが、2011年7月号より現在の表記"SPRiNG"となった。また現在の表記に変更した後、一定期間は i の点がハート形で表記されていた。